# Sperrbrecher

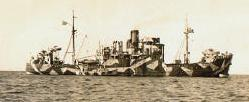
Le Sperrbrecher 131

Un Sperrbrecher est une classe de dragueur de mines utilisée en particulier par les Allemands durant la Seconde Guerre mondiale, signifiant, « briseur d'obstruction », « forceur de blocus ». Ils faisaient partie intégrante de la Kriegsmarine.
Il s'agissait de navires :
- soit construits dans ce but par la marine de guerre allemande ;
- soit réquisitionnés dans la marine marchande ;
- soit de prises de guerre.

## Objectif
L’objectif des dragueurs de mines étant uniquement de :
- détecter des mines et les désactiver. Les Allemands, en particulier, mirent au point une autre notion de la protection des navires contre les mines ;
- créer un passage sûr, un chenal à travers un champ de mines à l'aide d'un navire qui navigue devant et fait exploser les mines avant qu'elles ne puissent nuire à un bâtiment beaucoup plus important et beaucoup plus précieux que lui.

## Mission
Les Sperrbrecher avaient pour mission de précéder les convois (bateaux ou sous-marins) pour créer un passage sûr à travers un champ de mines et les protéger contre les attaques aériennes.

## Armement
Les Sperrbrecher étaient dotés, en particulier, d'un armement anti-aérien imposant et souvent protégés par des ballons captifs.

## Constitution
Les Sperrbrecher étaient des navires très robustes qui étaient équipés d'une double coque (ou d’une ceinture) de cuivre, contre les mines magnétiques, pourvus d'une réserve de flottabilité conséquente (car ils transportaient dans leur soutes une grande quantité de liège) et d'une longue perche à l'avant parcourue par un courant électrique pour faire sauter les mines.
Le mât articulé sur l'étrave du navire, lorsqu'il était en position basse, servait à remorquer sur chaque bord ce que l'on appelle des divergents (ou paravanes) destinés à écarter les dragues composées de câbles d'acier appelés « brins » de drague, munis parfois de cisailles explosives qui sectionnaient les orins des mines de contact qui remontaient à la surface et que l'on coulait au canon léger, à la mitrailleuse ou même au fusil. Ce dispositif, appelé « dragage mécanique » a été utilisé surtout pendant les deux guerres mondiales et jusque dans les années 1970.
Les dragues étaient traînées au travers des champs de mines, à une profondeur réglable à l'aide d'un divergent spécial appelé « plongeur ».
Pour le dragage à influence magnétique, des câbles qui ceinturent l'avant du navire émettaient un fort courant électrique qui permettait de faire sauter les mines magnétiques qui avaient été éloignées du Sperrbrecher par les paravanes.

Les Sperrbrecher étaient équipés d'un système VES (Vibration Explosion System), qui est un énorme générateur de champ magnétique qui faisait exploser des mines magnétiques à bonne distance.

## Bilan
Plus de 100 navires, principalement d'anciens navires de la marine marchande, ont été utilisés pendant la guerre. Près de 50 % ont été perdus. 
Les navires restants furent utilisés plus tard comme navires marchands jusque dans les années 1970.

## Quelques noms célèbres deSperrbrecher
- Sperrbrecher 6, Magdenburg
- Sperrbrecher 7, Sauerland : torpillé à 40 kilomètres au large de La Rochelle le 12 août 1944.
- Sperrbrecher 32 : Ce navire, de construction très durable (La coque était entièrement choupée -recouverte de zinc-, une technique anticorrosion coûteuse mais très efficace) eut une carrière longue et variée. C'est un bananier construit à Brême en 1939 et initialement baptisé Mur. Réquisitionné en 1942 il est modifié en sperrbrecher et basé à Royan, puis converti en 1944 en navire hôpital stationnaire (rebaptisé Munchen), puis bateau base pour plongeurs. Récupéré intact en 1945, il est attribué (après de longs palabres avec les Américains) à la Marine Nationale qui le rebaptise Ile d'Oléron et l'utilise comme transport de troupes et de marchandises, notamment durant la Guerre d'Indochine. À partir de 1958 et jusqu'en 2003 l'île d'Oléron entame sa cinquième "vie" : profondément modifié, équipe de radars de tir et d'installations de télémétrie électronique sans cesse améliorés, basé à Toulon, c'est un banc d'essais et de tirs de missiles navals, comme les Masurca, Malafon, les Exocet rendus célèbres par la guerre des Malouines, les Aster et même des missiles... anti-missiles, les SAAM. Retiré du service en 2002, il a été coulé comme but de tir... de missiles en avril 2003 au large de Toulon[2].
- Sperrbrecher 134, Falke : ancien cargo coulé au large de l'île de Groix
- Speerbrecher 144, Bejerland coulé au large de Dieppe
- Sperrbrecher 157, Tellus : ancien cargo
- Sperrbrecher 171, Jason
- Sperrbrecher 174, Tindefjell
- Sperrbrecher 178, Gauss coulé au large de Dieppe
- Sperrbrecher 183, Quack